# Нижнее Исаково (Вологодская область)
Нижнее Исаково — деревня в Кичменгско-Городецком районе Вологодской области.
Входит в состав Енангского сельского поселения, с точки зрения административно-территориального деления — в Нижнеентальский сельсовет.
Расстояние до районного центра Кичменгского Городка по автодороге составляет 73 км, до центра муниципального образования Нижнего Енангска по прямой — 12 км. Ближайшие населённые пункты — Нижнее Никитино, Верхнее Исаково, Подгорье.
Население по данным переписи 2002 года — 26 человек (10 мужчин, 16 женщин). Преобладающая национальность — русские (96 %).